# Výškovice (Bílovec)
Výškovice je vesnice, část města Bílovec v okrese Nový Jičín. Nachází se asi 5,5 km na sever od Bílovce a tvoří jeho exklávu. Prochází zde silnice II/464 a silnice II/465. V roce 2009 zde bylo evidováno 96 adres. V roce 2001 zde trvale žilo 229 obyvatel.
Výškovice leží v katastrálním území Výškovice u Slatiny o rozloze 3,11 km2.

## Název
Jméno vesnice bylo odvozeno od osobního jména Vyšek (domácké podoby některého jména začínajícího na Vyš-, např. Vyšehor, Vyšeslav). Původní tvar Vyškovici byl pojmenováním obyvatel vsi a znamenal "Vyškovi lidé". Od roku 1915 se jméno píše jako Výškovice.